# Suncus infinitesimus
Suncus infinitesimus — вид ссавців родини мідицевих (Soricidae). Він зустрічається в Камеруні, Центральноафриканській Республіці, Демократичній Республіці Конго, Кенії, Нігерії, Південній Африці, Есватіні, Танзанії та Уганді. Його природними середовищами існування є тропічні або субтропічні вологі рівнинні та гірські ліси, сухі луки та орні землі.

## Характеристики
Це дуже мала землерийка з довжиною голови й тулуба від 42 до 62 мм, довжиною хвоста від 23 до 31 мм і вагою ≈ 3 г. Має задні лапи довжиною від 7 до 9 мм і вуха від 3 до 7 мм. Як і для інших представників роду, голова характеризується подовженою мордою, малими очима і закругленими вухами. Волоски на маківці темно-сірі біля кореня, білі в середній частині та коричневі на кінчиках, створюючи сіро-коричневий вигляд. Кінчики волосся на нижній стороні також білі, тому хутро виглядає світло-сірим. Перехід між цими областями кольору відбувається поступово. Коричневий хвіст знизу світліший. У самиці в паховій області є три пари сосків.

## Спосіб життя
У Південній Африці ця землерийка в основному відвідує термітники видів роду Trinervitermes. Вид створює власне сферичне гніздо в норі термітників. В цілому це гарантує постійну температуру в житловому приміщенні. Імовірно, як і близькоспоріднені землерийки, вид тимчасово впадає в летаргічний стан (торпор). Їх раціон включає жуків і, ймовірно, інших комах. Поза шлюбним періодом екземпляри живуть поодинці. Відповідно до кількох досліджень, розмноження відбувається під час сезону дощів. Приймається два-три потомства на один послід. На малу землерийку полюють сови і, можливо, коти та собаки.